# فصة بيضية
الفصة البيضية (باللاتينية: Medicago ovalis) نوع نباتي يتبع جنس الفصة من الفصيلة البقولية.

## الموئل والانتشار
موطنها المغرب العربي وإسبانيا.

## مرادفات للاسم العلمي
- (باللاتينية: Trigonella ovalis Boiss.)